# The reigning Lorelai
The reigning Lorelai es el 81er episodio de la serie de televisión norteamericana Gilmore Girls.

## Resumen del episodio
El quiebre entre Emily y Richard llega a tal punto cuando él se niega a ir al funeral de una amiga de Emily, y prefiere pasar ese día jugando golf con un cliente; Trix muere repentinamente y Richard se entristece mucho. Emily decide hacer los arreglos para el funeral con su usual eficiencia, hasta que descubre una carta de la madre de Richard, donde le imploraba a su hijo que no se case con Emily, sino con Pennilyn Lott. Esto afecta a Emily y hace que se desinterese por la situación, a tal punto que ella se embriaga. Entonces, Lorelai toma el lugar de Emily y se encarga de arreglar las cosas de su difunta abuela, además le revela a Rory que Trix y su esposo eran en realidad primos de segundo grado. Michel le da un brazo de consuelo a Lorelai, y ambos acuerdan después no volver a tener momentos como ese, ya que son muy raros entre ellos. Rory se preocupa que no se ha puesto triste por la muerte de su bisabuela, entonces decide buscar sobre su vida para conocerla mejor; en tanto que Luke y Nicole tienen una gran pelea de la que toda la clientela de Luke's es testigo. La prima Marilyn cuenta sobre algunas historias de la Lorelai I en la ceremonia, y Richard le dice a Emily que las cenizas de su madre estarán con su padre, y no en la casa de los Gilmore.

## Curiosidades
- En la apertura del episodio Lorelai pregunta a Emily por el apodo de una amiga fallecida, diciéndole que no tiene nada que ver con el nombre de pila. Si tenemos en cuenta que Rory se llama Lorelai (que poco o nada tiene que ver con el nombre original) su madre no debería extrañarse tanto.